# Edward Kienholz

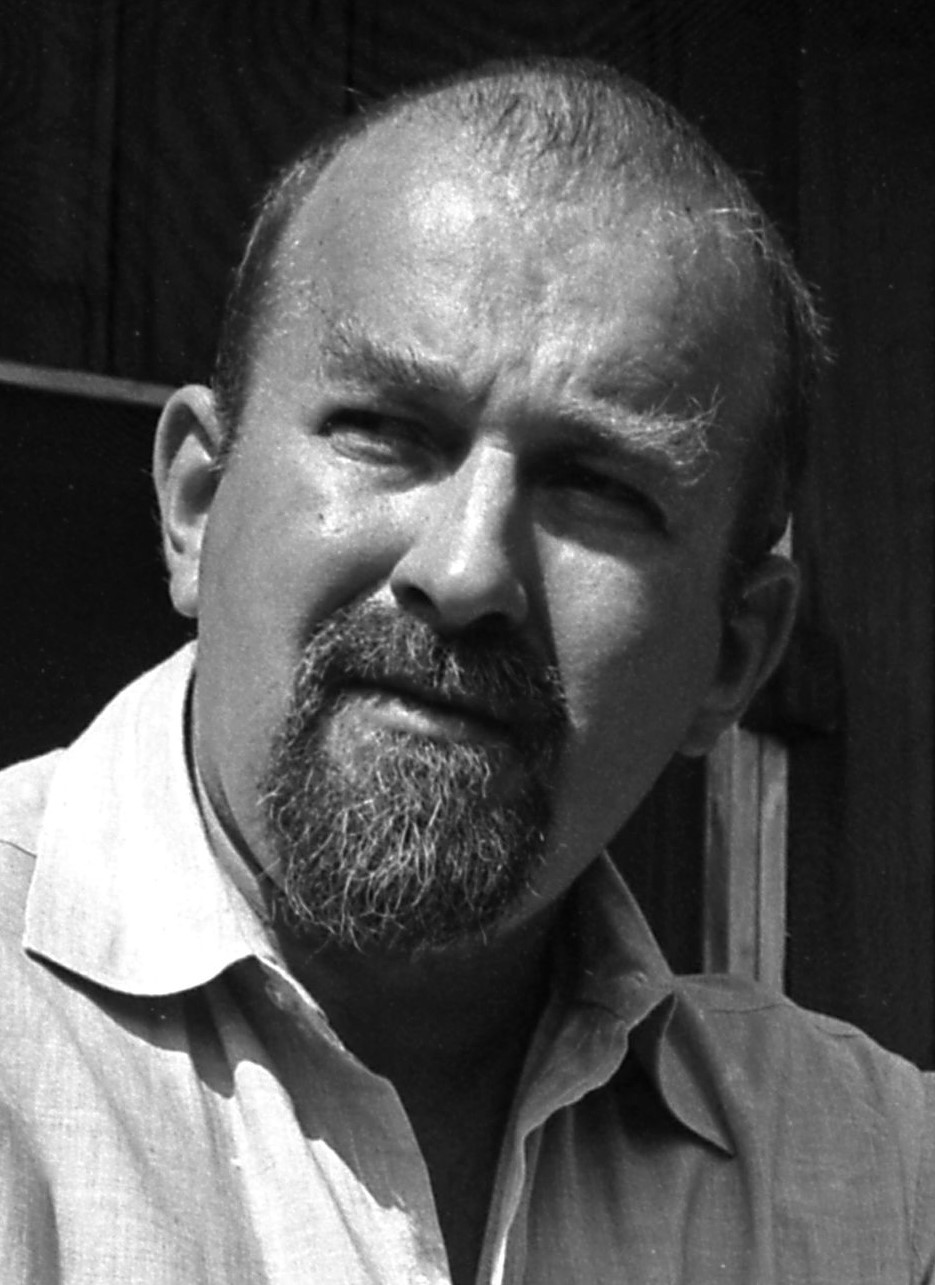
Retrato de Edward Kienholz (1965).

Edward Kienholz (Fairfield (Washington) 23 de octubre de 1927 - Idaho 10 de junio de 1994) fue un artista estadounidense especializado en instalaciones. Su trabajo fue sumamente crítico de diversos aspectos de la vida moderna. A partir de 1972 y hasta su muerte, realizó numerosas obras en colaboración con su esposa, Nancy Reddin Kienholz. Las mismas son genéricamente identificadas como "Kienholz". 

## Colaboración con Nancy Reddin
A comienzos de la década de 1970, Kienholz recibió una beca para trabajar en Berlín junto con su esposa y colaboradora, Nancy Reddin, a quien había conocido en 1972 en Los Ángeles. El trabajo de ambos fue muy aclamado, especialmente en Europa. Sus obras más importantes durante este período fueron el Volksempfängers (aparato receptor de radio del periodo Nacional Socialista en Alemania). En 1974 participa Edward Kienholz junto con Wolf Vostell, Rafael Canogar y otros artistas en Berlín en las actividades de ADA - Aktionen der Avantgarde. En 1973 fue acogido como artista huésped del Servicio Alemán para Intercambios Académicos en Berlín, y en 1976 recibió una beca Guggenheim. En 1977 inauguró su muestra "The Faith and Charity" en la galería Hope junto con Nancy Reddin. Ya no está tan activo como lo estaba antes.